# Gymnopaedie
Die Gymnopaedie (altgriechisch Γυμνοπαιδίαι Gymnopaidiai) war ein jährliches Fest im antiken Sparta, auf dem nackte männliche Jugendliche ihre athletischen Körper und kriegerischen Fähigkeiten in Tänzen und sportlichen Wettbewerben zur Schau stellten. Die Gymnopaedie fand Ende Juli statt und dauerte mindestens drei, aber vermutlich zehn Tage. Sie bestand vom siebten Jahrhundert vor bis ins erste Jahrhundert nach Christus. Der Begriff Gymnopaedie (auch Gymnopedie oder Gymnopädie) leitet sich etymologisch von den altgriechischen Wörtern gymnos = „nackt“ und pais = „Junge“ ab.
Mit dem Festival ging im Verlauf der Zeit die ursprüngliche Bedeutung des Begriffs verloren; in den ersten Jahrhunderten  n. Chr. bezeichnete er nur noch einen Tanz.
1888 komponierte Erik Satie drei mit Gymnopédies betitelte solistische Klavierstücke und prägte damit eine neue Bedeutung des Begriffs.

## Geschichte

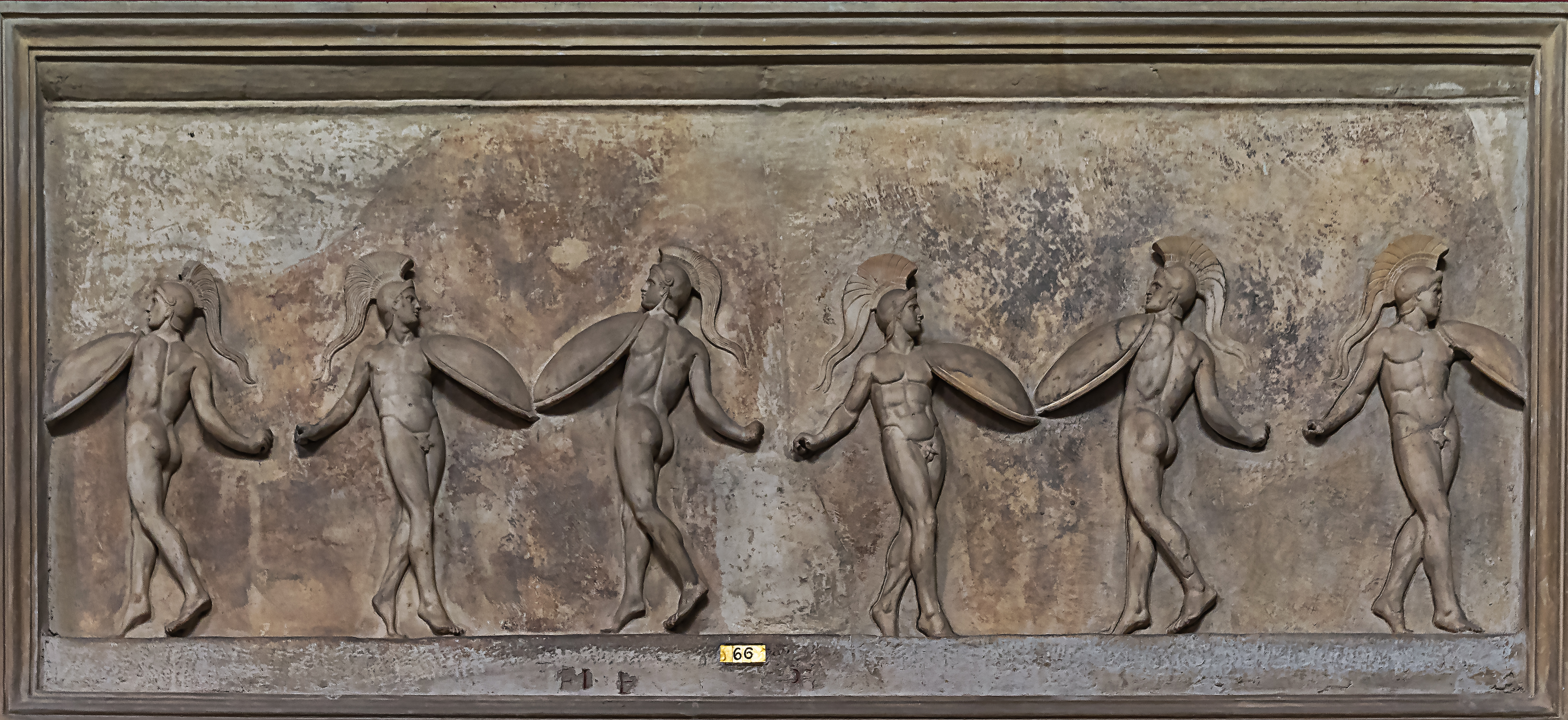
korybantischer Tanz, ein Tanz, der wahrscheinlich auf Gymnopaedien getanzt wurde (neoattisches Relief aus dem 1. Jahrhundert v. Chr.)

Das Gymnopaidiafest war „das Fest der unbewaffneten Knaben“. Die Gymnopaidien waren die sogenannten „nackten Spiele“, sie bestanden hauptsächlich aus Chorwettbewerben von drei Altersgruppen der Männer (Knaben, Jugend, erwachsene Männer bis 30 Jahre). Es wurde auf der Agora in Sparta abgehalten, die Leitung lag wahrscheinlich in der Hand der Ephoren, die gesamte männliche Bevölkerung Spartas nahm daran teil. Die Gymnopaedie war eines der drei wichtigsten Feste Spartas zu Ehren des Apollo neben den Hyakinthien und den Karneen.
Auf den Gymnopaidien wurden Wettkämpfe von Männerchören ausgetragen. Diese Wettbewerbe waren strapaziös, da sie im heißesten Monat des Jahres, in der heißesten Gegend Griechenlands stattfanden und lange dauerten. Platon nannte die Anstrengung bei diesem Fest einen der Gründe für die Ausdauer der Spartiaten bei Kriegszügen. Das Gymnopaidiafest gilt auch als eine Art Initiationsfest der jungen Männer (trotz deren mehrfacher Teilnahme).
Die Gymnopaedie wurde in der ersten Hälfte des siebten Jahrhunderts, wahrscheinlich im Jahre 665 v. Chr., eingeführt, gleichzeitig mit der Nacktheit bei Leichtathletik-Veranstaltungen, dem Einölen des Körpers zur Hervorhebung seiner Schönheit sowie der damaligen Anerkennung päderastischer Beziehungen als Element der Pädagogik.
Der Begriff taucht in Texten von Herodot (484–424 v. Chr.) und mehreren Autoren der attischen und Koine-Periode auf. Während für die frühesten dieser Autoren Gymnopaedie hauptsächlich  die Bedeutung eines Festes hat (einschließlich mehrerer Tänze, Sport etc.), bezieht sich in der Spätantike der Begriff auf einen bestimmten Tanz.
Das im Sommer gefeierte Fest war Apollo gewidmet (nach Plutarch der Athene oder beiden). Platon pries gymnopaedieähnliche Übungen und Darbietungen in seinem Dialog Nomoi als ein ausgezeichnetes Erziehungsmittel: Durch anstrengendes Tanzen in der Sommerhitze würden die spartanischen Jugendlichen sowohl in musikalischer Anmut als auch in Kampfesmut trainiert.
Im antiken Griechenland war Sport außer in Sparta den Männern vorbehalten und wurde nackt ausgeübt. Männer waren bei öffentlichen Darbietungen solcher Sportarten auch die einzigen Zuschauer. In diesem Sinne ist „gymnos“ („nackt“) ein gewöhnlicher Bestandteil für Wörter, die mit Sport aus jener Zeit in Verbindung stehen: Gymnastik und Gymnasium bzw. Gymnasion haben denselben Ursprung.
Öffentlich ausgeübt wurden solche Sportarten allgemein bei religiösen Festen. Soweit die Sportler dabei miteinander konkurrierten, was nicht bei allen zeremoniellen Sportarten der Fall war, konnte der Wettbewerb auch die Eleganz der Bewegungen betreffen und nicht nur Schnelligkeit oder Kraft. Insofern hatten damals viele Sportarten im Unterschied zur heutigen Leichtathletik einen ästhetischen oder tänzerischen Aspekt. All das trifft auch auf die antiken Olympischen Spiele zu.
Etwa acht Jahrhunderte, nachdem die erste Gymnopaedie aufgeführt wurde, ist sie noch in Lakonien belegt. Nach Lukian von Samosata (in seinem Dialog „Über die Pantomime“) scheint es auch noch eine Verbindung zur Kampfkunst gegeben zu haben, denn die Jugendlichen tanzten die Gymnopaedien immer nach ihrem täglichen militärischen Training. Auf der anderen Seite beschreibt Lukian die Gymnopaedie als „einen weiteren Tanz“, der weder Nacktheit noch Ausschließlichkeit für Männer bedeutete.